# Les Pierres cachées dans l'argile
Les Pierres cachées dans l'argile est un passage du livre de Jérémie qui parle du pouvoir que donne Dieu à un roi pour la justice.

## Texte
Livre de Jérémie, chapitre 43, versets 8 à 13:

« La parole de l'Éternel fut adressée à Jérémie, à Tachpanès, en ces mots: prends dans ta main de grandes pierres, et cache-les, en présence des Juifs, dans l'argile du four à briques qui est à l'entrée de la maison de Pharaon à Tachpanès. Et tu diras aux Juifs: ainsi parle l'Éternel, le maitre de l'univers, le Dieu d'Israël: voici, j'enverrai chercher Nebucadnetsar, roi de Babylone, mon serviteur, et je placerai son trône sur ces pierres que j'ai cachées, et il étendra son tapis sur elles. Il viendra, et il frappera le pays d'Égypte; à la mort ceux qui sont pour la mort, à la captivité ceux qui sont pour la captivité, à l'épée ceux qui sont pour l'épée! Je mettrai le feu aux maisons des dieux de l'Égypte; Nebucadnetsar les brûlera, il emmènera captives les idoles, il s'enveloppera du pays d'Égypte comme le berger s'enveloppe de son vêtement, et il sortira de là en paix. Il brisera les statues de Beth Schémesch au pays d'Égypte, et il brûlera par le feu les maisons des dieux de l'Égypte. »
Traduction d'après la Bible Louis Segond.

## Interprétation chrétienne
Dans une version plus christique, il faut rappeler que la pierre est le symbole de l'Église et de Jésus, comme la pierre angulaire (Ep 2. 20 et Mt 21. 42), comme l'apôtre Pierre sur qui le Messie annonce : « je te dis que tu es Pierre, et que sur cette pierre je bâtirai mon Église » (Mt16 18-19). L'argile est le symbole humain ; les hommes ont été faits comme Adam d'argile ,.